# Alfredo Baldani Guerra
Alfredo Baldani Guerra (Sorgà, 23 luglio 1926 – Verona, 5 febbraio 2009) è stato un politico italiano.

## Biografia
Insegnante ed esponente del Partito Socialista Italiano, è stato deputato nel PSI per due legislature, nella IV e V (dal 1963 al 1972) e assessore comunale a Verona nella giunta di Carlo Delaini negli anni '70.
Muore nel febbraio 2009 all'età di 82 anni.